# Люди за успешное воссоединение Кореи (PSCORE)
Люди за успешное воссоединение Кореи (PSCORE) — это неправительственная организация, базирующаяся в Сеуле, Южная Корея и Вашингтоне, США. PSCORE фокусируется на обнаружении и устранении потенциальных препятствий на пути воссоединения Южной и Северной Кореи, а также работает над улучшением положения северокорейских беженцев в Южной Корее и Китае. Миссия PSCORE — преодолеть разрыв между Южной Кореей, Северной Кореей и международным сообществом. Организация состоит из северокорейских и южнокорейских сотрудников, стажеров и волонтеров со всего мира. Помимо того, что PSCORE освещает новости о Северной Корее и помогает беженцам стать гражданами Южной Кореи, организация также предоставляет различные образовательные программы, цель которых облегчить адаптацию северных корейцев в новой стране.

## История организации
В октябре 2006 года PSCORE была совместно основана молодыми беженцами из Северной Кореи, студентами южнокорейских университетов, а также иностранцами, заинтересованными в улучшении прав человека в Северной Корее и воссоединении Корейского полуострова. Организация использует букву «C» в аббревиатуре «PSCORE», поскольку до XX века две страны были одним государством и название начиналось с этой буквы.

## Цели организации
Организация посредством образовательных программ, информационных кампаний и форумов нацелена на установление гармонии и взаимопонимания в отношениях между двумя Кореями. Для того чтобы устранить возможные препятствия на пути воссоединения Северной и Южной Кореи, организация создаёт пространство для обсуждения вопросов, связанных с воссоединением, правами человека и демократизацией Северной Кореи. PSCORE также работает над облегчением процесса ассимиляции беженцев из Северной Кореи в других странах. Организация состоит из людей, разделяющих общее стремление воссоединить Кореи, а также имеющих стремление к изучению нарушений прав человека в Северной Корее и к тому, чтобы северокорейские беженцы стали самодостаточными в новой стране.

## Работа PSCORE

### Сбор и анализ данных о правах человека
Доказательства многочисленных нарушений прав человека в Северной Корее собраны в ходе различных интервью с северокорейскими беженцами, проживающими в Южной Корее. Данные, собранные в ходе таких интервью в дальнейшем используются для создания отчетов о кризисе прав человека в Северной Корее. PSCORE постоянно работает над созданием письменных и визуальных ресурсов для повышения их доступности для общественности. Ниже список публикаций PSCORE:
| Заголовок                                                                                              | Год публикации | Содержание |
| --- | -------------- | --- |
| Статус цифровых прав в Северной Корее. Появление новой повестки в области прав человека.               | 2021           | В докладе основное внимание уделяется нарушениям цифровых прав правительством Северной Кореи. С развитием новых технологий правительство Северной Кореи ужесточило контроль над всеми аспектами жизни. Жители Северной Кореи в настоящее время находятся под постоянным контролем правительства во время использования Интернета и других цифровых устройств. Доклад призван подчеркнуть тот факт, что такой контроль неприемлем в современном мире и доен быть постановление.                                                                            |
| Руководство по коммуникации между жителями Северной и Южной Кореи                                      | 2019           | В докладе основное внимание уделяется способам общения южнокорейцев с растущим числом северокорейских беженцев, которые ищут убежища в стране. Так как с каждыми годом шансы встретить северокорейцев в повседневной жизни растут, навыки коммуникации между двумя культурами становятся крайне важными. |
| Неминуемое насилие. Жесткое обращение с детьми в Северной Корее.                                       | 2019           | Доклад фокусирует внимание общественности на многочисленных случаях жестокого обращения (физического, сексуального, психологического) и безнадзорности, совершаемым в отношении детей в Северной Корее, а также на том, как такие инциденты влияют на будущее детей. |
| Социальная интеграция между Северными и Южными Корейцами                                               | 2019           | Доклад проливает свет на то, как жители Северной и Южной Кореи воспринимают друг друга, а также на усилия и трудности, с которыми сталкиваются обе стороны, чтобы достичь понимания друг друга. Цель этой статьи, подтолкнуть обе стороны к качественному диалогу который сможет помочь жителям обеих стран. |
| Истории сексуального насилия в отношении северокорейских девушек и пути работы над улучшением ситуации | 2019           | Статья представляет собой собрание свидетельских показаний северокорейских женщин о сексуальном насилии. Отчет призван раскрыть проблемы сексуального насилия в Северной Корее, а также раскрыть масштаб этой социальной проблемы. |
| Забытые похищенные: 50 лет в Северной Корее                                                            | 2019 г.        | Отчет, проливающий свет на многочисленные похищения южнокорейцев и других иностранных граждан властями КНДР. Особое внимание уделяется делу об угоне самолёта KAL YS-11 в 1969 году |
| Нарушение прав детей в Северной Корее                                                                  | 2018 г.        | Отчет о системе образования Северной Кореи, использовании детского труда и жестокого обращения с детьми. |
| Вынужден ненавидеть                                                                                    | 2018 г.        | В докладе рассказывается об образовательной системе Северной Кореи, о нарушениях прав человека, а также о том, какие изменения возможно принять. |
| Бесконечная нефть: детский труд в Северной Корее                                                       | 2017 г.        | Отчет, в котором основное внимание уделяется различным видам тяжелого труда, с которым дети сталкиваются в рамках системы образования и за её пределами. |
| Безликие                                                                                               | 2016 г.        | Подборка свидетельств, охватывающих широкий спектр повседневной жизни в Северной Корее, таких как школы, лагеря для заключенных, колхозы и военные службы. |
| Отчет PSCORE к 10-й годовщине Белой книги                                                              | 2016 г.        | Отчет представляет собой обзор десятилетнего пути PSCORE с момента его основания г-ном Ким Ён \|\| в 2006 году. |
| Транснациональное насилие и эксплуатация                                                               | 2016 г.        | Отчет о нарушении прав человека для рабочих, уезжающих из Северной Кореи на заработки за границу. |
| Нарушения прав человека в Северной Корее                                                               | 2013           | Отчет, в котором рассматриваются нарушения прав человека, совершенные властями Северной Кореи на территории Корейской Народно-Демократической Республики в течение последнего десятилетия. |
| Только свобода дышать                                                                                  | 2013           | Книга, в которой обсуждаются нарушения прав человека, происходящие в Северной Корее, стране, широко известной своими ядерными испытаниями, наследственной диктатурой и коммунизмом. В нём представлены свидетельства, полученные в ходе прямых интервью от перебежчиков из Северной Кореи, о нарушениях прав человека, которые они видели и испытали перед побегом в Южную Корею. Каждый случай записывается на страницу Google Maps, на которой отображается время, место, тип нарушения, отчет об инциденте, а также информация о преступнике и жертве. |
| Северная Корея                                                                                         | 2013           | Отчет об обычаях Северной Кореи и нарушениях прав человека, затрагивающих образование, еду, труд, экономику, СМИ, культуру, политику в отношении людей, а также преступления и наказания за них. |

### Консультативный статус ЭКОСОС в ООН
В 2012 году PSCORE получил консультативный статус при Экономическом и Социальном Совете ООН. Такой статус позволяет неправительственным организациям подавать письменные заявления в Совет ООН по правам человека, выступать на сессиях, посещать заседания комитета по правам человека ООН, а также проводить мероприятия в рамках сессий комитета по павам человека ООН. Помимо этого PSCORE принимает участие в Универсальном периодическом обзоре (УПО), организованном Советом по правам человека, и сотрудничает со Специальным репортером Комиссии по расследованию прав человека в Северной Корее. Также организация участвует в Третьем комитете Генеральной Ассамблеи и в Социально-гуманитарном и культурном комитете.

### Международные конференции и семинары
В Сеуле ежегодно проходят конференции по правам человека. В их числе — Международная молодёжная конференция по правам человека в Северной Корее и Ежегодная Апрельская Конференция по правам человека, проходящая во время Недели свободы Северной Кореи. Конференции и семинары, проводимые PSCORE, направлены на повышение осведомленности и просвещение людей в вопросах, связанных с воссоединением Корейского полуострова и правами человека в Северной Корее.

### Образовательные программы
В Сеуле PSCORE организовывает специальные образовательные программы, нацеленные на помощь беженцам. Такие образовательные программы являются ответом PSCORE на политику Северной Кореи, где обучение английскому языку находится под строгим запретом. Благодаря индивидуальным занятиям по английскому языку у беженцев из Северной Кореи есть ресурсы и поддержка для изучения английского языка в соответствии с международными образовательными стандартами. Волонтеры также обучают беженцев навыкам написания эссе, а также таким дисциплинам, как естествознание и математика. Для некоторых беженцев из Северной Кореи требуемое при поступлении в колледж количество часов обучения английскому языку становится шокирующим. 70 % студентов PSCORE в основном обращаются за помощью по английскому языку, ведь он все чаще всего используется в повседневной жизни и на работе южнокорейцев. Для облегчения культурной интеграции PSCORE также организует ежемесячные совместные экскурсии для беженцев из Северной Кореи, Южных Корейцев, а также иностранцев.

### Помощь беженцам в Китае
PSCORE предоставляет перебежчикам из Северной Кореи в Китае такие предметы первой необходимости, как продукты питания, медикаменты, теплую зимнюю одежду. Наиболее остро стоит проблема с детьми сиротами, бежавшими из Северной Кореи. Такие дети живут в постоянном страхе быть отправленными обратно. Без каких-либо юридических прав они не могут подать заявку на получение гражданства, а также не имеют доступа к медицинской помощи и образованию. PSCORE помогает таким детям получить законный статус для посещения школы, а также способствует получению предметов первой необходимости, жилья, одежды и финансовой помощи. Есть также специальные дома безопасности, которыми управляет PSCORE, чтобы защитить беглецов от властей КНР. В этих домах есть еда, вода и электричество. Такие дома располагаются в защищенных местах, за которыми следит персонал PSCORE.

### Онлайн-кампании
При помощи различных онлайн-кампаний PSCORE проводит конкурсы для студентов университетов, с целью творческого решения проблемы демократизации в Северной Корее. Южнокорейские студенты присылают оригинальные видеоролики и сочинения, отражающие их взгляды на Северную Корею.

### Уличные кампании
В 2013 году PSCORE начал кампании по всему Сеулу, цель которой была информирование общественности о нарушениях прав человека, происходящих в Северной Корее. Последующие кампании, как правило, включали более 20 различных информационных панелей, на которых освещались различные проблемы. Волонтеры PSCORE также постоянно общаются с заинтересованными в северокорейских проблемах людьми. За это время кампании проводились в международном аэропорту Кимпхо, станциях историко-культурного парка Тондэмун, Ёнсан, Итхэвон, университете Хонгик и Сеульском национальном образовательном университете.

## Прошедшие кампании

### Концерты по сбору средств
Каждые 2-3 месяца с 2011 по 2015 год PSCORE проводил рок-концерты по сбору средств под названием «Rock Out for a Good Cause» в клубе Freebird в районе Хондэ в Сеуле. В этих концертах принимали участие как корейские, так и иностранные группы. Такие концерты были крайне успешными, впоследствии способствуя получению PSCORE местного признания за свою работу. Концерты собирали средства для различных программ PSCORE, а также давали возможность местным талантам выступить перед новой аудиторией и раскрыть свой потенциал.

### PSCORE & Model UNSF
В партнёрстве с ООН, PSCORE организует конференцию по стратегическим мерам, принимаемым Организацией Объединённых Наций в 2022 году (Модель UNSF) организована правозащитной группой People для успешного воссоединения Кореи. Модель UNSF нацелена на активных личностей, которые в настоящее время обучается в университетах, международных организациях, учреждениях или других компаниях. Повестка форума - обсуждение вопросов, связанных с Северной Кореей, в контексте целей для устойчивого развития страны в будущем.

## Партнеры
- Государственный департамент США
- Южнокорейское министерство объединения (통일부)
- Коалиция свободы Северной Кореи
- Hans Seidel Stiftung (독일 한스 자이 델 재단)
- Наблюдение за экономикой Северной Кореи
- Форум по правам человека Национального собрания (국회 인권 포럼)
- Фонд северокорейских беженцев (북한 이탈 주민 후원회)
- Столичное полицейское управление Сеула (서울 서대문 경찰서)
- Корейская академия лидеров (한국 지도자 아카데미)
- Бесплатное радио Северной Кореи (자유 북한 방송)
- Коалиция за права северокорейских женщин (탈북 여성 인권 연대)
- AIESEC Корея (AIESEC 서울 여대)
- 외대 НК
- Университет Кукмин (국민대 통일 연습)]